# انجمن ملی روابط فرهنگی

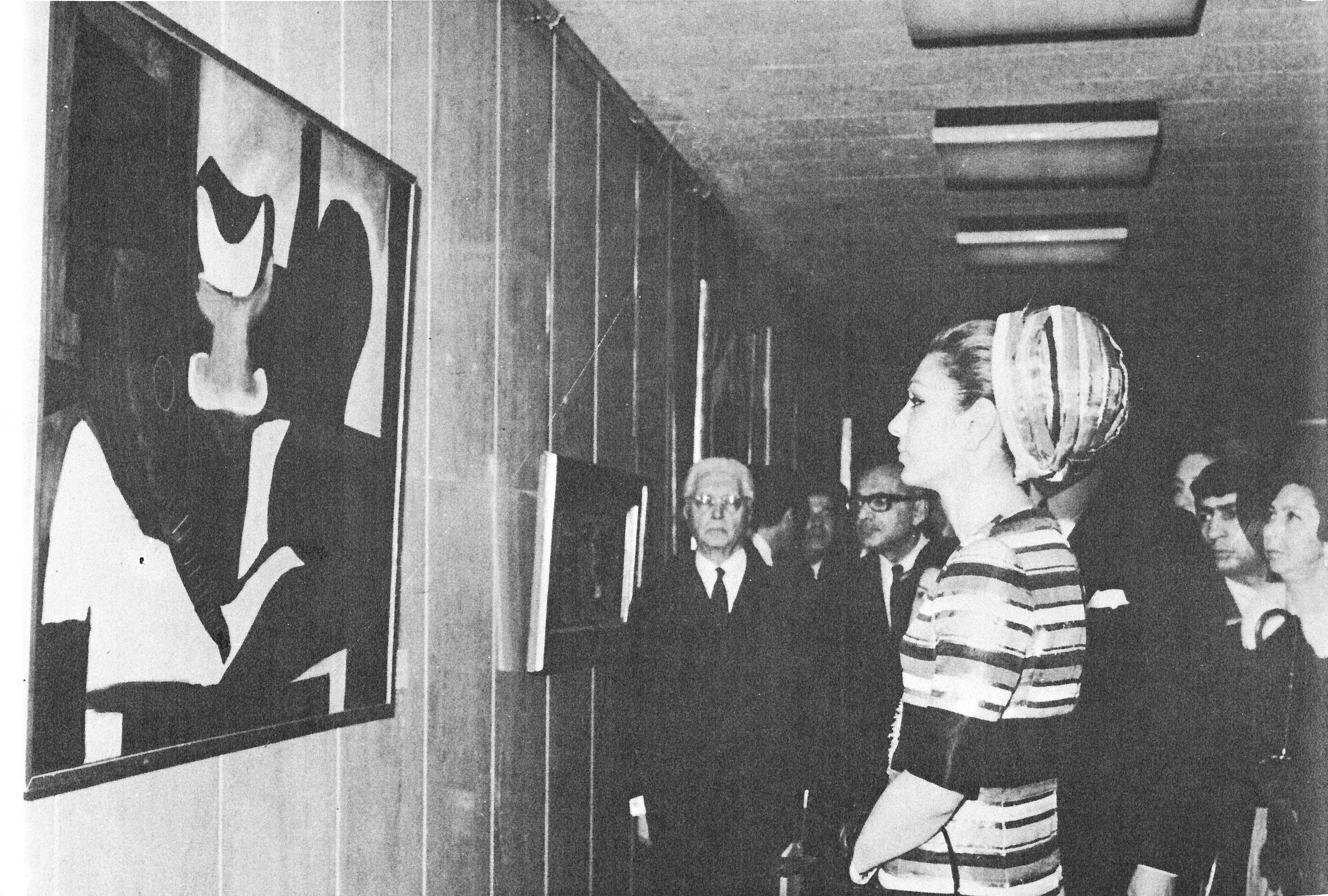
فرح پهلوی در نمایشگاه برگزار شده انجمن در تهران

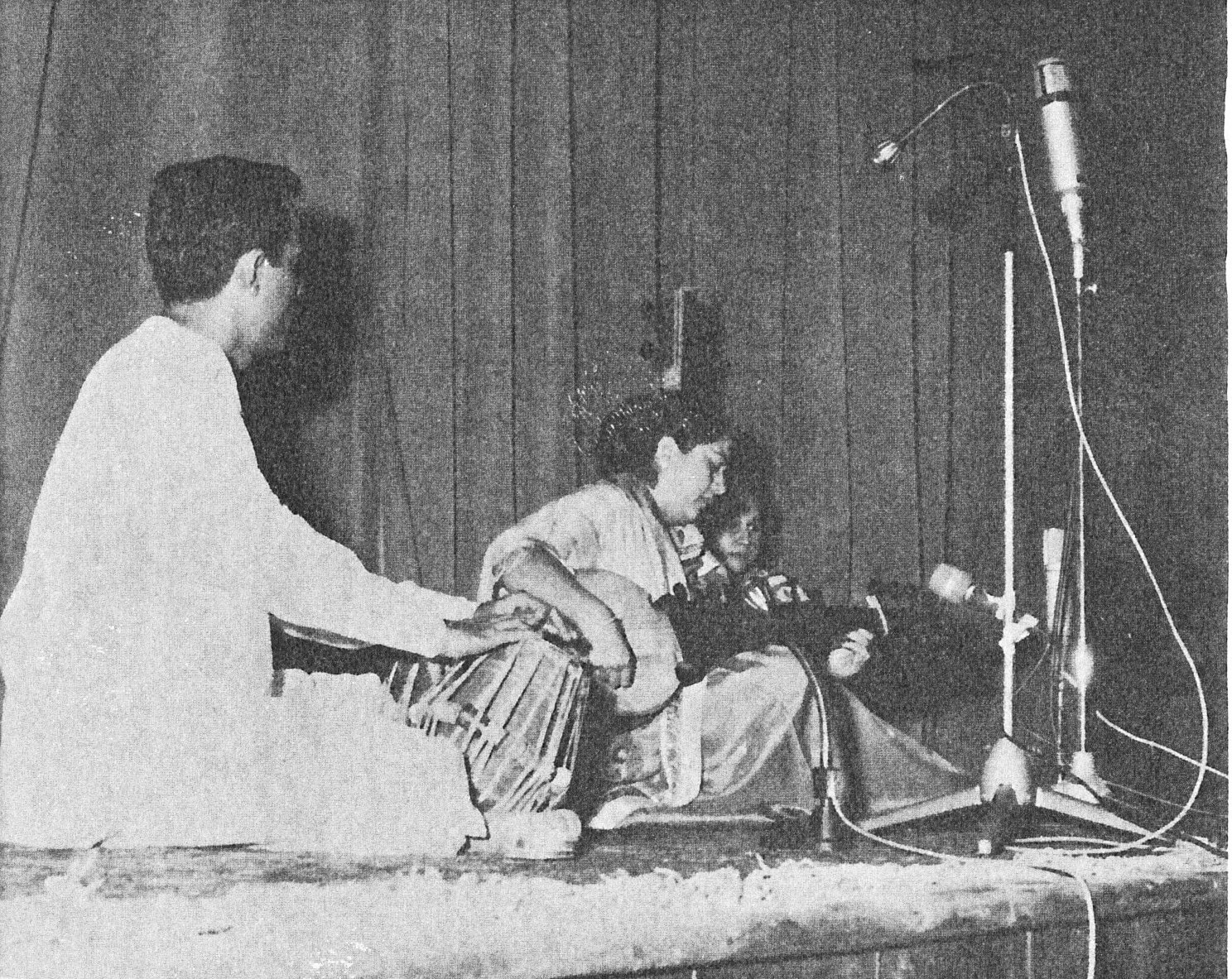
شاران رانی نوازنده ساز سارود هندی تهران

انجمن روابط فرهنگی در سال ۱۳۴۵ خورشیدی به ریاست فرح پهلوی بنیان شد. هدف این انجمن ایجاد پیوند فرهنگی و هنری در میان ملت‌ها و نیز شناساندن فرهنگ و هنر جهانی است. برنامه‌های انجمن در گسترش و آشناسازی فرهنگ و هنر ایران در خارج از کشور و فراهم نمودن راه‌های گوناگون برای آشنا ساختن مردم ایران با فرهنگ و هنر دیگر ملت‌ها می باشد. انجمن روابط فرهنگی با دعوت از هنرمندان و نویسندگان پر آوازه خارجی به ایران و دادن بورس‌های مطالعاتی و فرستادن هنرمندان ایرانی برای نمایشگاه‌های هنری و اجرای برنامه موسیقی سنتی ایران به کشورهای خارجی فعالیت دارد.
انجمن تا سال ۱۳۵۷ شماری از شخصیت‌های جهانی ادبی را به ایران دعوت نمود. هنرمندان موسیقی چون شاران رانی نوازنده ساز سارود از هند برای اجرای کنسرت به ایران آمدند، هم چنین نوازندگان موسیقی سنتی کشورهای مکزیک، شوروی، ترکیه و پاکستان اشان به ایران دعوت شدند. 
نوازندگان موسیقی سنتی ایران نیز برای اجرای کنسرت به اروپا رفتند. هشت نمایشگاه از هنر هنرمندان خارجی در ایران برگزار شد و از سال ۱۳۴۸ سالانه چهار هنرمند "بورس هنری شهبانو فرح" را به درازای یک سال دریافت داشتند.